# Viviers-lès-Montagnes
 Viviers-lès-Montagnes  es una población y comuna francesa, ubicada en la región de Mediodía-Pirineos, departamento de Tarn, en el distrito de Castres y cantón de Labruguière.

## Demografía
| 734 | 712 | 870 | 1347 | 1473 | 1633 |
| Para los censos de 1962 a 1999 la población legal corresponde a la población sin duplicidades (Fuente: INSEE [Consultar]) |     |     |      |      |      |